# Åke Holmberg
För andra betydelser, se Åke Holmberg (olika betydelser).
Åke Robert Holmberg, född 31 maj 1907 i Klara församling i Stockholm, död 9 september 1991 i Maria Magdalena församling i Stockholm, var en svensk författare och översättare. Han är främst känd för böckerna om privatdetektiven Ture Sventon, vilka samtliga illustrerades av tecknaren Sven Hemmel.  

## Biografi
Åke Holmberg studerade vid Stockholms högskola och avlade filosofie kandidatexamen 1934. Han arbetade sedan under flera år på Nordiska museet i Stockholm men blev författare på heltid 1946. Holmberg skrev uteslutande ungdomsböcker, med ett undantag: vuxenromanen En frukost i Aquileia från 1967.
Holmberg tilldelades 1948 Svenska Dagbladets litteraturpris (tillsammans med Stina Aronson, Vilgot Sjöman, Ragnar Bengtsson och Bengt V. Wall). År 1961 blev han mottagare av Nils Holgersson-plaketten, och 2007 fick han postumt priset Temmelburken vid Bok- och biblioteksmässan i Göteborg. Utöver sina egna böcker översatte Holmberg också drygt 20 böcker, huvudsakligen barn- och ungdomsböcker, från danska, engelska och tyska.
Holmberg testamenterade avkastningen av alla framtida upphovsrättsersättningar till en fond, Stiftelsen Åke och Vera Holmbergs stipendiefond.

### Familj
Åke Holmberg, som var son till köpmannen Robert Holmberg och Berta, född Högberg, gifte sig 1934 med Vera Ringström (1905–1980), vilken var dotter till major Martin Ringström och Kristina, född Lindh.
Holmberg avled 1991 och är begraven på Norra begravningsplatsen utanför Stockholm.

## Litterär skylt
I hörnet av Drottninggatan och Jakobsgatan finns från år 2000 en litterär skylt där man kan läsa:

"Drottninggatan i Stockholm är en lång och smal gata, som ligger ungefär mitt i staden. Där går trafiken i en ständig ström. Man förstår, att det måste vara bekvämt att ha sitt kontor där. Och man förstår, att det måste vara alldeles särskilt lämpligt för en privatdetektiv att ha sitt kontor vid den gatan. Då är han alltid mitt bland allt som händer och sker."
Citatet är hämtat ur Ture Sventon, privatdetektiv.

## Figurer
- Ture Sventon är detektiven i böckerna som från början var tänkta som en parodi på vuxendeckare, där Sventon till exempel äter en semla i stället för att ta sig en whisky. Ture Sventon läspar ibland och har därmed ofta – men inte alltid[10] – problem med bokstaven s. Han älskar därför temlor (semlor) från Rotas (Rosas) konditori på Drottninggatan, som är landets enda som säljer semlor året runt.
- Fröken Jansson – Ture Sventons privatsekreterare. Hon förser Sventon med temlor, virkar grytlappar åt sin syster "på de lediga stunder hon aldrig har", och har alltid nybryggt kaffe till hands.
- Ville Vessla (Vilhelm Vessla) – brottsling och ärkefiende till Ture Sventon. Han kallas ofta "Vesslan", och en av Ture Sventons stående fraser är "Ständigt denna Vessla!".
- Herr Omar – mattförsäljare från staden Djof i den arabiska öknen, med sommarbostad i ett "välsytt sporttält" i oasen Kaf. Han är artig och tycker om kaffe.
- Lord Hubbard – engelsk lord bosatt på 87 Park Street, London (Mayfair) som gärna sitter i fåtöljen, läser tidningen och röker pipa.
- M. Piccard - direktör för hotell Majestic, Petite-Ville, Frankrike.
- Henrik Eriksson - juvelerare på Tomtebogatan 58, drömmer om ädelstenar som är så stora att de är kända.
- Slarvige Svante - Stora Nysilverligans nyckelskaffare.
- Erik Gustafsson - alias Max Rinaldo, direktör för Cirkus Rinaldo.

### Ture Sventon-serien
- Ture Sventon, privatdetektiv / omslag och illustrationer av Sven Hemmel. Stockholm: Rabén & Sjögren. 1948. Libris 1210592
- Ture Sventon i öknen / omslag och illustrationer av Sven Hemmel. Stockholm: Rabén & Sjögren. 1949. Libris 1210602
- Ture Sventon i London / [omslag och illustrationer: Sven Hemmel]. [Stockholm]: Rabén & Sjögren. 1950. Libris 1400866
- Ture Sventon i guldgrävarens hus. Stockholm: Radiotjänst. 1952. Libris 1453190
- Ture Sventon i Paris / omslag och illustrationer av Sven Hemmel. Stockholm: Rabén & Sjögren. 1953. Libris 1210599
- Ture Sventon i Stockholm / [omslag och illustrationer av Sven Hemmel]. Stockholm: Rabén & Sjögren. 1954. Libris 1453192
- Ture Sventon och Isabella. Stockholm: Rabén & Sjögren. 1955. Libris 1453194
- Ture Sventon i spökhuset : [noveller]. Stockholm: Rabén & Sjögren. 1965. Libris 8218433
- Ture Sventon i varuhuset. Stockholm: Rabén & Sjögren. 1968. Libris 8200837
- Ture Sventon i Venedig. Stockholm: Rabén & Sjögren. 1973. Libris 8348875. ISBN 91-29-41721-X

#### Ture Sventon som tecknad serie av Sven Hemmel
- Ture Sventon reser till öknen. Stockholm: Rabén & Sjögren. 1972. Libris 8348954. ISBN 91-29-45542-1
- Ture Sventon i stora världen. Stockholm: Rabén & Sjögren. 1973. Libris 8348864. ISBN 91-29-40773-7
- Ett intressant fall, sa Ture Sventon. Stockholm: Rabén & Sjögren. 1975. Libris 22520998. ISBN 91-29-42973-0

#### Ture Sventon i Läsa Lätt-serien
- Ture Sventons flygande matta. Läsalätt-serien, 0458-6247 ; 10. Stockholm: Liber. 1968. Libris 8218473

### Bilderböcker
- Lilla spöket / bild: Fibben Hald. Klumpe Dumpe-biblioteket, 99-0843533-7 ; 27. Stockholm: Rabén & Sjögren. 1965. Libris 8218398
- Lilla spökets julafton / med bilder av Fibben Hald. Klumpe Dumpe-biblioteket, 99-0843533-7 ; 41. Stockholm: Rabén & Sjögren. 1967. Libris 8218399
- Tågresan / med bilder av Jan Pyk. Klumpe Dumpe-biblioteket, 99-0843533-7 ; 44. Stockholm: Rabén & Sjögren. 1968. Libris 8214406
- Flygresan / Jan Pyk [bild]. Klumpe Dumpe-biblioteket, 99-0843533-7 ; 54. Stockholm: Rabén & Sjögren. 1970. Libris 8216369
- Båtresan. Klumpe Dumpe-böckerna, 99-0130122-X ; 79. Stockholm: Rabén & Sjögren. 1973. Libris 8348851. ISBN 91-29-40195-X - Tillsammans med Jan Pyk.
- Ballongresan / bild: Marie-Louise Petersen. Klumpe Dumpe-böckerna, 99-0130122-X ; 88. Stockholm: Rabén & Sjögren. 1975. Libris 7233196. ISBN 9129441471

### Småbarnsböcker
- Kaj i kungens kök. [Stockholm]: Rabén & Sjögren. 1947. Libris 1400864
- Herr Olssons galoscher. Stockholm: Rabén & Sjögren. 1958. Libris 1234673
- Det var en gång. Stockholm: Rabén & Sjögren. 1960. Libris 1234660
- Leksaksfönstret. Börjabok, 99-1351485-1 ; 17. Stockholm: Rabén & Sjögren. 1962. Libris 1234674

### Mellanåldersböcker
- Då fick jag en idé, sa Mårten. Stockholm: Rabén & Sjögren. 1969. Libris 8217281
- Monstret / illustrationer av Hans Arnold. Stockholm: Rabén & Sjögren. 1971. Libris 8214263

### Ungdomsböcker
- Skuggornas hus. Rabén & Sjögrens detektivromaner för ungdom. Stockholm: Rabén & Sjögren. 1946. Libris 1400865
- Ett äventyr i Stockholm / [omslag och ill.: Sven Hemmel]. Favoritböckerna ; 1. Stockholm: Geber. 1946. Libris 1397097
- Gritt : flickan som ägde en van Gogh. Stockholm: Rabén & Sjögren. 1947. Libris 2708911
- Du kanske lyckas, Gritt. Stockholm: Rabén & Sjögren. 1948. Libris 1400861
- Fröken Tulpan. Unga människor. Stockholm: Rabén & Sjögren. 1952. Libris 1200874
- En frukost i Aquileia : [roman]. Stockholm: Rabén & Sjögren. 1967. Libris 1234667

### Facklitteratur för ungdom
- Sweden. Stockholm: Swedish Institute [Svenska institutet]. 1962. Libris 1306529
- ”Stockholm”. Nordiska huvudstäder. Stockholm: Rabén & Sjögren. 1966. Libris 1312371

### Läseböcker för skolan
- Sverige söderut med Stina och Anders / [teckningar: Karl Gustav Söderström]. Stockholm: Ehlin. 1956. Libris 1306952
- Sverige norrut med Stina och Anders. Stockholm: Ehlin. 1957. Libris 1306537 - 2. omarbetad upplaga utkom 1965.
- Stina och Anders på Västkusten / bearbetad av Åke W. Edfeldt ; [illustrationer: Kåge Söderström]. Ehlins läsalättserie, 99-1351190-9 ; B. Stockholm: Ehlin. 1958. Libris 1306524 - Urval ur Sverige söderut med Stina och Anders.

## Priser och utmärkelser
- 1948 – Svenska Dagbladets litteraturpris
- 1952 – Tidningen Vi:s litteraturpris
- 1961 – Nils Holgersson-plaketten
- 1967 – Astrid Lindgren-priset
- 1968 – Litteraturfrämjandets stipendiat
- 1980 – Svenska Deckarakademins pris för Barn- och ungdomsdeckare
- 2007 – Temmelburken (postumt)